# موریستاون (ویرجینیای غربی)
موریستاون (به انگلیسی: Morristown) یک منطقهٔ مسکونی در ایالات متحده آمریکا است که در Wirt County واقع شده‌است. موریستاون ۲۰۶٫۹۶ متر بالاتر از سطح دریا واقع شده‌است.